# Кальман I Книжник
Ка́льман І Книжник (Коломан І; венг. Könyves Kálmán, словац. Koloman, хорв. Koloman; 1070—3 февраля 1116, Секешфехервар) — венгерский король из династии Арпадов с 1095 до 1116 год.

## Биография

### Вступление на престол
Сын короля Гезы I Кальман (назван в честь мученика Коломана) был назначен наследником престола королём Ласло I Святым. Когда последний серьёзно заболел после похода против Польши, Кальман был срочно вызван ко двору, однако после смерти Ласло 29 июля 1095 года был вынужден вести изнурительную борьбу за престол со своим братом принцем Альмошем.
Ласло I Святой умер незадолго до Первого крестового похода, не успев исполнить данное им обещание выступить в этом походе совместно с армиями других христианских правителей Европы. Занятый противостоянием с младшим братом, король Кальман не был в состоянии участвовать в походе и по этой причине согласился всего лишь на пропуск крестоносцев по территории Венгрии. Однако ступившие на венгерскую землю в 1096 году крестоносцы принялись грабить лежавшие у них на пути города и деревни, и Кальман был вынужден преграждать дорогу этой армии с помощью взятия заложников или выставления собственной армии для контроля за продвижением участников похода. До прибытия регулярных войск крестоносцев Кальман изгнал из страны два диких ополчения «крестоносцев»-грабителей. Регулярные войска Готфрида Бульонского получили вежливый приём. Венгерская армия проводила их вплоть до южной границы, а родной брат Готфрида был оставлен при дворе Кальмана в качестве заложника и гаранта того, что крестоносцы не допустят никаких зверств.

### Мудрый правитель
Кальман был одним из образованнейших людей Европы, за что и был впоследствии награждён титулом Könyves — «Книжник» (первоначально в Средневековье это прозвище имело негативный характер, однако современные историки считают его синонимом титула «Мудрый»). Ко двору этого короля устремились деятели культуры и науки со всего континента. В Венгрии они занимались изучением латиноязычной литературы, а также написанием законов и хроник. В частности, в правление Кальмана была написана хроника Венгрии, легенда святого Геллерта и «Житие Иштвана Святого» епископа Хартвика.
При Кальмане в Венгрии широкого распространения достиг поощряемый им романский стиль в архитектуре. Вместе с тем, Кальман имел серьёзные физические недостатки, будучи от рождения хромым и горбатым. Тем не менее, не исключено, что столь непривлекательный портрет Кальмана (как и в случае с английским королём Ричардом III) был создан его преемниками, которые по большей части были потомками ослеплённого им принца Альмоша.
Кальман Книжник был мудрым законодателем, издавшим два свода законов (около 1100 и 1115 годов). Первый из них, в частности, закреплял применение «Божьего суда» в форме «испытания водой», а второй регулировал споры между христианами и иудеями. Один из законов, принятых Кальманом, гласил: «De strigis vero quae non sunt, nulla amplius quaestio fiat» (О ведьмах, каковых на самом деле не существует, не должно быть никаких судебных расследований).

### Борьба с братом
На протяжении практически всего своего правления Кальман защищался от попыток своего брата Альмоша захватить власть в Венгрии. После своего воцарения Кальман вызвал Альмоша из Хорватии и даровал ему герцогские владения, что улучшало его материальное положение, но одновременно позволяло королевскому двору следить за ним не спуская глаз. Альмош восстал почти сразу, в 1098 году, а затем ещё несколько раз, обращаясь за помощью то к германскому императору, то к киевским и польским родственникам своей жены. Потерпел поражение в битве на Вагре в 1099 году. В 1106 году принц Альмош обратился за поддержкой к польскому королю Болеславу III Кривоустому, предоставившему брату Кальмана войско, которое тотчас же было повернуто против Венгрии. В ответ сам Кальман с помощью дипломатических манёвров связался с польским королём и уладил конфликт, заставив младшего брата признать законного правителя страны.
В сентябре 1108 года войско германского короля Генриха V в целях поддержки Альмоша вторглось в Верхнюю Венгрию (Словакия) и осадило Пожонь (соврем. Братислава). Тогда же союзник германского короля чешский князь Сватоплук вторгся и разорил долину р. Ваг. Генрих V вынужден был снять осаду Пожони и заключить мир с Кальманом, после чего венгерское войско с 4 по 12 ноября 1108 года разоряло моравские земли. Ответом на это вторжение стало опустошение в феврале 1109 года Сватоплуком и его братом, моравским князем Оттоном, приграничных земель в Верхней Венгрии вплоть до Нитры. Таким образом Альмош потерпел очередное поражение в борьбе за престол.
Однако Альмош не прекращал плести интриги, и в 1115 году при помощи крупных феодалов вновь попытался свергнуть Кальмана. Разоблачив заговор, король приказал ослепить брата и его сына Белу.

### Внешняя политика

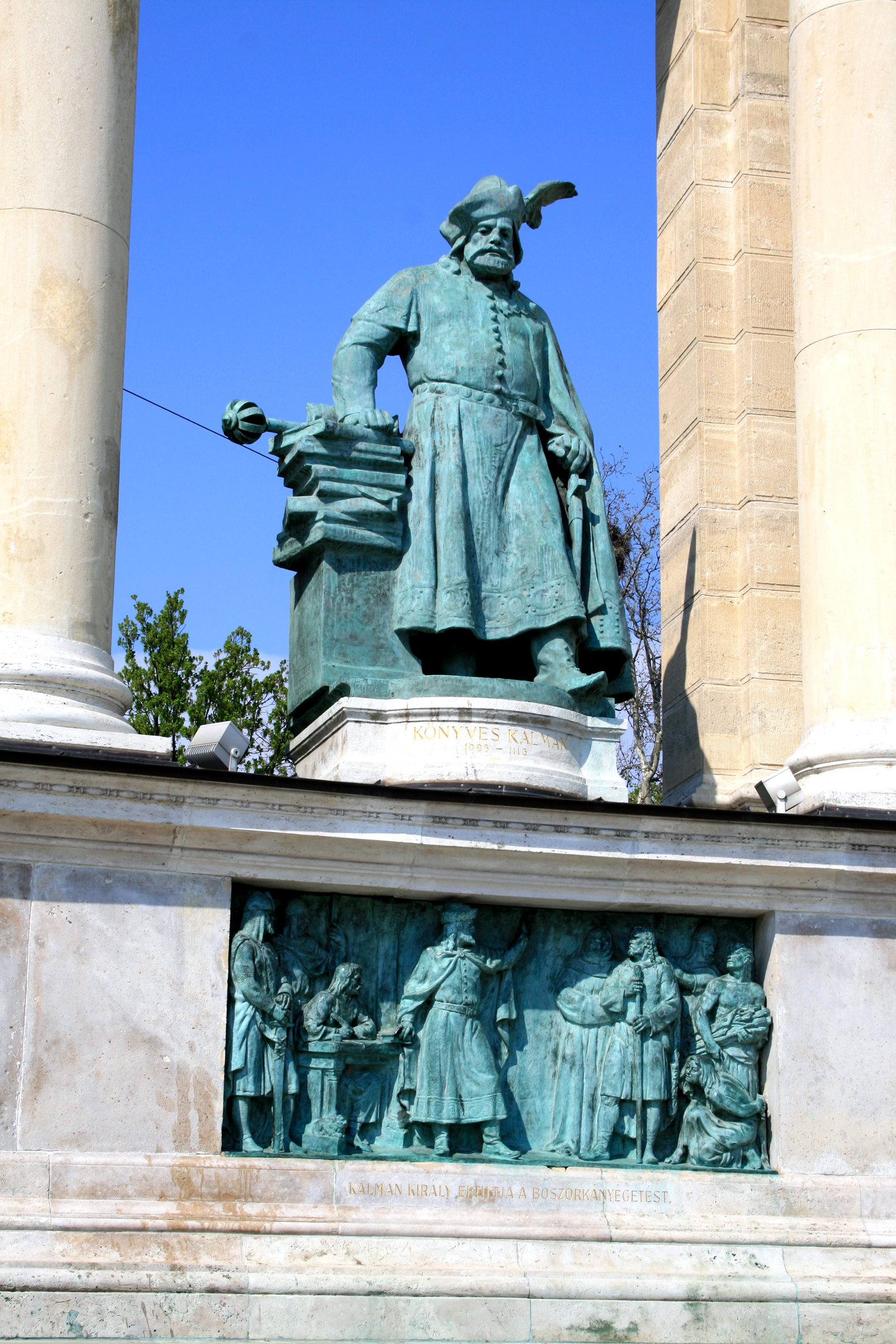
Статуя Кальмана I на Площади героев в Будапеште

Кальман проводил весьма энергичную и дальновидную внешнюю политику, всецело используя благоприятную внешнеполитическую ситуацию, при которой западноевропейские государства и римская Курия концентрировали силы для ведения Крестовых походов. Он продолжил политику Ласло Святого в отношении Хорватии и Далмации, полностью подчинив их Венгрии. В 1102 году в Биограде (Тенгерфехерваре) Кальман был коронован королём Хорватии, объединив её с Венгрией на правах личной унии. До 1105 года объединённое государство возвратило себе также адриатические порты Сплит и Зару, а затем — и близлежащие острова. С этого момента вплоть до 1918 года правители Венгрии всегда принимали титул королей Хорватии. Рывок Кальмана к Адриатике вызвал недовольство Венеции, однако сами хорваты выступили против территориальных претензий венецианцев, предпочитая более либеральное правление венгерских банов, сохранявших привилегии торговых портов на берегах Адриатического моря.
Чтобы не быть втянутым в противостояние римских пап и императоров Священной Римской империи, Кальман Книжник в 1106 году отказался от инвеституры (права назначения епископов), после чего смог вести практически независимую от папской Курии внешнюю политику. Тем не менее, это решение оставалось чисто политическим, а Кальман и его преемники фактически сохраняли за собой инвеституру, так как папа мог только утверждать выбор короля без права подачи собственной инициативы. В дальнейшем Кальман позволял себя ориентироваться не столько на Рим, сколько на Константинополь, ставший союзником пап в борьбе с мусульманами. Пытаясь заручиться поддержкой в конфликте с Венецией, Кальман нормализовал отношения с Византийской империей и даже вступил в тесный союз с императором Алексеем I Комнином, выдав за его сына Иоанна II Комнина дочь Ласло I Пирошку (сын Пирошки, Мануил Комнин в дальнейшем будет вести войны с родиной своей матери за гегемонию на Западных Балканах).
Проводя политику «брачной дипломатии», сам Кальман дважды женился на иностранных принцессах. В 1097 году он женился на Фелиции, дочери Роджера I Сицилийского. У Кальмана и Фелиции было трое детей — сыновья Ласло и Иштван II и дочь София, причём только Иштван II дожил до совершеннолетия. После смерти первой жены (1102) Кальман Книжник женился во второй раз (около 1112 года). На сей раз его избранницей стала Евфимия, дочь князя Киевской Руси Владимира Мономаха. Однако вскоре Евфимия была уличена в измене и выслана из Венгрии. Уже в Киеве в 1113 году она родила сына, названного Борисом Конрадом, позже пытавшегося вмешаться в борьбу за венгерский престол. Однако в силу того, что Кальман не признавал Бориса своим сыном, после смерти Иштвана II в 1131 году престол перешёл к Беле, ослеплённому сыну Альмоша.
Кальман попытался также закрепиться на русских землях, используя межусобные войны русских князей. В 1099 году ему даже удалось полностью аннексировать Закарпатье, до этого момента исполнявшую роль буферной области между Киевской Русью, Королевством Венгрия и Королевством Польша. Однако последовавшее венгерское вторжение в Галицию окончилось полным разгромом венгерских войск при Перемышле князьями Галицкого княжества Володарем и Васильком.
Кальман Книжник умер 3 февраля 1116 года и был похоронен в Секешфехерваре рядом с Иштваном I Святым.